# Przełęcz Jałowiecka Południowa
Przełęcz Jałowiecka Południowa lub Jałowieckie Siodło (993 m) – przełęcz w Beskidzie Żywieckim, pomiędzy północno-zachodnim grzbietem Cyla (Małej Babiej Góry, 1517 m) a Jałowcowym Garbem (1017 m). Przez przełęcz tę biegnie Wielki Europejski Dział Wodny oraz granica państwowa polsko-słowacka. Na polskich, wschodnich stokach przełęczy ma źródła potok Jałowiec, na zachodnich, słowackich – Priehybský potok, jeden ze źródłowych cieków Polhoranki. Przełęcz jest całkowicie porośnięta lasem i wyznacza zachodni kraniec Babiogórskiego Parku Narodowego oraz oddziela Pasmo Babiogórskie od Pasma Jałowieckiego.
Po drugiej stronie Jałowieckiego Garbu istnieje druga przełęcz – Przełęcz Jałowiecka Północna (996 m), nazywana także Tabakowym Siodłem. W przeciwieństwie do niej, Przełęcz Jałowiecka Południowa nie miała i nie ma znaczenia komunikacyjnego jako przejście z Zawoi do Orawskiej Półgóry.
Polskie stoki Przełęczy Jałowieckiej Południowej znajdują się w granicach wsi Zawoja, w województwie małopolskim, w powiecie suskim, w gminie Zawoja. 

## Szlaki turystyczne
Diablak – Mędralowa
 Diablak – przełęcz Klekociny